# Tuscaloosa (album)
Tuscaloosa is een livealbum van de Canadese zanger, muzikant en liedschrijver Neil Young. Dit album bevat opnames van een concert dat plaatsvond op 5 februari 1973 in de Universiteit van Alabama, die gevestigd is in de stad Tuscaloosa. Op deze plaat wordt Neil Young begeleid door The Stray Gators. 

## Achtergrond
Neil Young had veel succes met zijn album Harvest en de single Heart of gold. Veel liefhebbers van zijn muziek verwachtten dat hij verder zou gaan met soortgelijke akoestische en melodieuze liedjes. Maar het was een teleurstelling voor een deel van zijn fans dat hij een andere weg insloeg met rauwere, ongepolijste muziek. 
Op dit album staan diverse nummers die afkomstig zijn van Harvest (zoals Heart of gold, The needle and the damage done, Out on the weekend en Alabama) en nummers die later op het album Tonight's the night verschenen (New Mama en Lookout Joe) en van het album Time fades away (de titeltrack en Don't be denied). Ook de titeltrack van het album After the gold rush staat op deze plaat, evenals Here we are in the years, dat afkomstig is van zijn eerste titelloze album. 
Time fades away is opgedragen aan Neils gitarist en vriend Danny Whitten die overleden is aan een overdosis valium en alcohol, nadat Neil hem naar huis had gestuurd omdat het hem door overmatig druggebruik niet lukte om de nieuwe songs er in te krijgen. Roady Bruce Berry is in dezelfde periode overleden. 
De muziek op dit album bestaat zowel uit rocknummers (die hij samen speelt met de band) als akoestische liedjes waarbij hij zichzelf begeleidt op de piano of gitaar. Dit album maakt deel uit van Neil Youngs Archives Performence Serie. In die serie is sinds 2006 een aantal concertregistraties uitgebracht. Het concert dat op dit album staat, maakt deel uit van een tournee rond het album Time fades away.

## Tracklist
Alle nummer op dit album zijn geschreven door Neil Young. 

| Nr. | Titel                    | Duur |
| --- | ------------------------ | ---- |
| 1.  | Here we are in the years | 3:58 |
| 2.  | After the goldrush       | 4:42 |
| 3.  | Out on the weekend       | 5:29 |
| 4.  | Harvest                  | 4:14 |
| 5.  | Old man                  | 4:17 |
| 6.  | Heart of gold            | 3:43 |
| 7.  | Time fades away          | 6:10 |
| 8.  | Lookout Joe              | 4:59 |
| 9.  | New mama                 | 3:01 |
| 10. | Alabama                  | 3:50 |
| 11. | Don't be denied          | 8:09 |

## Medewerkers

### Muzikanten
- Neil Young – zang, gitaar, piano, mondharmonica

### The Stray Gators
- Ben Keith – zang, steelgitaar, slidegitaar
- Jack Nitzsche – piano, zang
- Tim Drummond – basgitaar
- Kenny Buttrey – drumstel

Elliot Mazer heeft al diverse albums van Neil Young geproduceerd evenals onder meer platen van Crosby, Stills, Nash & Young, Santana, Bob Dylan, The Byrds, Linda Ronstadt en The Who. 
De oorspronkelijke drummer Kenny Buttrey is tijden de tournee vervangen door Johnny Barbata. 

### Geluidstechniek en productie
- Neil Young, Elliot Mazer – productie
- John Hanlon – mixing
- Chris Bellman – mastering
- Joel Bernstein – fotografie

## Waardering
De Amerikaanse site AllMusic gaf dit album een waardering van 4 sterren (maximum = 5)
In veel landen haalde dit album de hitlijst, zie de tabel. 
| land                | piek |
| ------------------- | ---- |
| Nederland           | 57   |
| België (Vlaanderen) | 48   |
| België (Wallonië)   | 30   |
| Hongarije           | 4    |
| Schotland           | 8    |
| Duitsland           | 20   |
| Spanje              | 23   |
| Oostenrijk          | 28   |
| Verenigd Koninkrijk | 30   |
| Zwitserland         | 36   |
| Zweden              | 39   |
| Finland             | 40   |
| Ierland             | 55   |
| Italië              | 55   |
| Frankrijk           | 59   |
| Verenigde Staten    | 108  |